# Гирпины
Гирпины (сабинск. hirpus — «Волк(и)») — древнеиталийское племя населявшее равнины на западе Апеннин, граничившее с Кампанией, Луканией и Апулией.
Произошли от сабинян. Они получили свое имя от волка, который по преданию указывал им место, где следует основать колонию. Также они собирались на горе Соракте и приносили этому священному для них животному жертвы, опасаясь истребления в случае его гнева от соседствующих народов. Их столицу Мальвентум, римляне после завоевания в 268 году до н. э. переименовали в Беневентум.
Племя гирпинов вместе с карацинами, френтанами и пентрами входило в федерацию, возглавляемую самнитами, объединённой древней областью Самния.
После разгрома самнитов гирпины вошли в состав римской республики. При марсийском восстании гирпины среди прочих италийских племен открыто выступили против римской власти. Позже Сулла переместил свой лагерь к землям гирпинов и взял их стратегически важный город Эскалон хитростью, отдав его своим солдатам на разграбление. Он поселил на этих землях своих ветеранов.